# Rally Costa de Almería de 2023
El Rally Costa de Almería de 2023 fue la 48.ª edición del citado rally. Se celebró entre el 30 de septiembre y el 1 de octubre de 2023 y contó con un itinerario de ocho tramos cronometrados sobre asfalto divididos en dos etapas. Contó con un coeficiente 5, y fue puntuable para el Campeonato de Andalucía de Rallyes de Asfalto. Dio comienzo en la Rambla de Belén, en pleno centro de la ciudad de Almería, lugar que también acogió la llegada del evento y la entrega de premios, que contó con la presencia de Antonio Zanini, campeón de Europa de rally en 1980.
Contó con un tramo de calibración para los participantes de regularidad en el tramo de la N-340a que discurre entre Almería y Aguadulce.
La prueba fue vencida por el piloto local José Antonio Aznar, que tuvo que recuperar el tiempo perdido en la SS4 tras sufrir problemas por un nivel de gasolina demasiado bajo que causaba problemas de alimentación.

## Campeonatos que puntúan en esta prueba
- Campeonato de Andalucía de Rallyes de Asfalto de Pilotos y Copilotos.
- Trofeos de Andalucía de Rallyes de Asfalto.
- Campeonato de Andalucía de Rallyes de Asfalto de Pilotos y Copilotos Regularidad
- Campeonato de Andalucía de Rallyes de Asfalto de Pilotos y Copilotos Regularidad Sport
- Trofeo de Andalucía de Rallyes de Asfalto de Pilotos y Copilotos Junior (Nacidos a partir del 01-01-1998)
- Trofeo de Andalucía Femenino de Pilotos y Copilotos.
- Trofeo de Andalucía de Copilotos féminas de Regularidad y Regularidad Sport
- Trofeo Copa Federación Campeonato Andalucía de Rallyes de Asfalto.
- Trofeo Copa F2000
- Campeonato Provincial de Automovilismo de Almería[5]

## Itinerario
| Día    | Tramo | Nombre                 | Distancia | Hora  | Ganador             | Tiempo   | Vel. media | Líder rally         | Imagen |
| ------ | ----- | ---------------------- | --------- | ----- | ------------------- | -------- | ---------- | ------------------- | ------ |
| Día 1  | SS1   | Vícar                  | 4,9 km    | 16:39 | José Antonio Aznar  | 3:08,400 | 93,6       | José Antonio Aznar  |        |
| Día 1  | SS2   | Enix-Alhama de Almería | 11,4 km   | 16:54 | José Antonio Aznar  | 8:11,700 | 105,4      | José Antonio Aznar  |        |
| Día 1  | SS3   | Vícar                  | 4,9 km    | 18:57 | José Antonio Aznar  | 3:06,400 | 94,6       | José Antonio Aznar  |        |
| Día 1  | SS4   | Enix-Alhama de Almería | 11,4 km   | 19:12 | Jesús Adorna Moreno | 8:08,2   | 106,2      | Jesús Adorna Moreno |        |
| Día 2  | SS5   | Alboloduy              | 7,3 km    | 9:08  | José Antonio Aznar  | 3:34,0   | 122,8      | Jesús Adorna Moreno |        |
| Día 2  | SS6   | Ricaveral              | 14,71 km  | 9:29  | José Antonio Aznar  | 8:23,3   | 105,2      | Jesús Adorna Moreno |        |
| Día 2  | SS7   | Alboloduy              | 7,3 km    | 11:08 | José Antonio Aznar  | 3:30,1   | 125,1      | Jesús Adorna Moreno |        |
| Día 2  | SS8   | Ricaveral              | 14,71 km  | 11:29 | José Antonio Aznar  | 8:14,8   | 107        | José Antonio Aznar  |        |
| Fuente |       |                        |           |       |                     |          |            |                     |        |

## Clasificación final
| Pos.    | Piloto                           | Copiloto                            | Automóvil                | Tiempo    | Diferencia                                                        | Imagen |
| ------- | -------------------------------- | ----------------------------------- | ------------------------ | --------- | ----------------------------------------------------------------- | ------ |
| 1.      | José Antonio Aznar               | Osel Román Ruiz                     | Porsche 997              | 47:40,6   |                                                                   |        |
| 2.      | Jesús Adorna Moreno              | Jose Enrique Acevedo Orihuela       | Peugeot 208 R5           | 47:53,8   | +13,2                                                             |        |
| 3.      | Sergio Hernández Personal        | Miguel Ángel Alonso Gabarda         | Ford Fiesta N5           | 47:55,1   | +14,5                                                             |        |
| 4.      | Francisco José Herández Vera     | Sergio Salom López                  | Porsche 997              | 49:14,6   | +1:34                                                             |        |
| 5.      | Cristian Jesús Parrilla Gallardo | Juan Francisco Ceba Navarro         | Renault Clio N2          | 50:42,8   | +3:02,2                                                           |        |
| 6.      | Domingo González Troya           | Nerea Trujillo Morales              | Renault Clio Cup III     | 51:22,5   | +3:41,9                                                           |        |
| 7.      | Fernando Trasmonte Martínez      | Luis Alberto García Montero         | Mitsubishi Lancer Evo IX | 52:21,5   | +4:40,9                                                           |        |
| 8.      | Juan Antonio Cid Clemente        | Patricia Gutiérrez Amo              | Citroën Saxo             | 52:46,9   | +5:06,3                                                           |        |
| 9.      | Luis García González             | Francisco Alberto Gilabert Gómez    | Fiat Punto               | 52:56,9   | +5:16,3                                                           |        |
| 10.     | Miguel Ángel Zunino Rodríguez    | Ignacio Ramírez Ortiz               | Suzuki Swift             | 54:07,4   | +6:26,8                                                           |        |
| 11.     | Juan Jesús Coca Moreno           | Luisa María Benítez Moreno          | Audi A1                  | 54:11,8   | +6:31,2                                                           |        |
| 12.     | Manuel Reyes Martínez            | Jose Juan Almodóvar Rodríguez       | Renault Clio             | 54:12,8   | +6:32,2                                                           |        |
| 13.     | Fernando Cruz López              | Aitor Cruz López                    | Citroën Saxo VTS         | 54:52,5   | +7:11,9                                                           |        |
| 14.     | Daniel Rodríguez Jurado          | David Ortega Díaz                   | Suzuki Swift             | 55:02,4   | +7:21,8                                                           |        |
| 15.     | Jose Miguel López Mañas          | Miguel Montoya Parra                | Renault Clio             | 55:34,7   | +7:54,1                                                           |        |
| 16.     | Juan M. Meléndez-Valdés Muñoz    | Francisco J. Pedrero Ortega         | Suzuki Swift             | 56:47,1   | +9:06,5                                                           |        |
| 17.     | Antonio Pérez Castro             | Jose Ramón Molina Gámiz             | Citroën C2               | 1:00:56,5 | +13:15,9                                                          |        |
| 18.     | Francisco Javier Ríos Vizcaíno   | Javier Rodríguez Romera             | Fiat Punto               | 1:01:41,8 | +14:01,2                                                          |        |
| 19.     | Alejandro Callejón Campillo      | Raquel Leiva Martín                 | Peugeot 206              | 1:02:29,8 | +14:19,2                                                          |        |
| 20.     | Ricardo Martínez Clares          | Dionisio Montoya Barraquel          | SEAT Ibiza               | 1:02:30,2 | +14:49,6                                                          |        |
| 21.     | Manuel Campillo Olivencia        | Sebastián García Vicente            | Renault 5 GT Turbo       | 1:03:44,5 | +16:03,9                                                          |        |
| DNS     | Arturo Ávila Jiménez             | Pablo de la Vega Heras              | Dacia Sandero            |           | No toma salida de SS8                                             |        |
| DNS     | Carlos Muñoz Ortega              | José María Casas Blanco             | Porsche 997              |           | No toma salida de SS7                                             |        |
| DNS     | Manuel Maldonado Joya            | Adolfo Olmedo Puertas               | Porsche 997              |           | Avería mecánica en SS6                                            |        |
| DNS     | Francisco Manuel Puertas Pérez   | Jose Manuel Sánchez Acacio          | Ford Fiesta              |           | Avería mecánica en SS6                                            |        |
| DNS     | Francisco Miguel Molino Aporta   | Iván Urea Galán                     | Peugeot 206              |           | No toma salida de SS5                                             |        |
| Ret     | José María Zapata Rodríguez      | Antonio Pérez Orellana              | Porsche 997              |           | Avería mecánica en SS4                                            |        |
| Ret     | Hugo García Villegas             | Alejandro Luis Leseduarte Fernández | Ford Fiesta              |           | Salida de pista en SS4, posteriormente neutralizado por seguridad |        |
| Ret     | Francisco Martínez Davi          | Mariano Díaz González               | Hyundai Coupe            |           | Fallo mecánico en SS2                                             |        |
| Ret     | Juan Pérez Sánchez               | Carmen María Pérez Ponce            | Peugeot 206              |           | Salida de pista en SS1                                            |        |
| Fuentes |                                  |                                     |                          |           |                                                                   |        |

## Galería

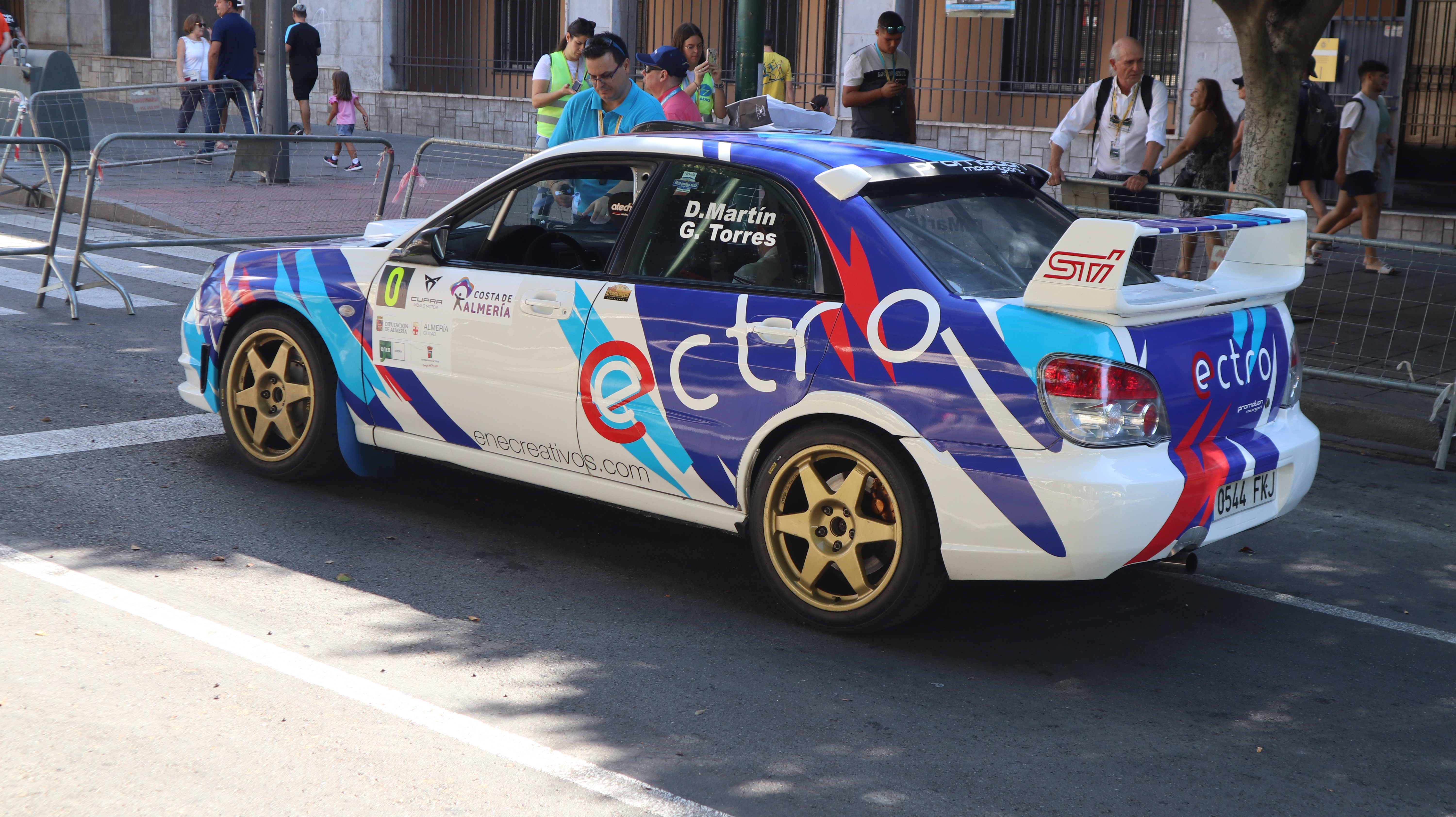
Un Subaru Impreza realizó las funciones de coche cero
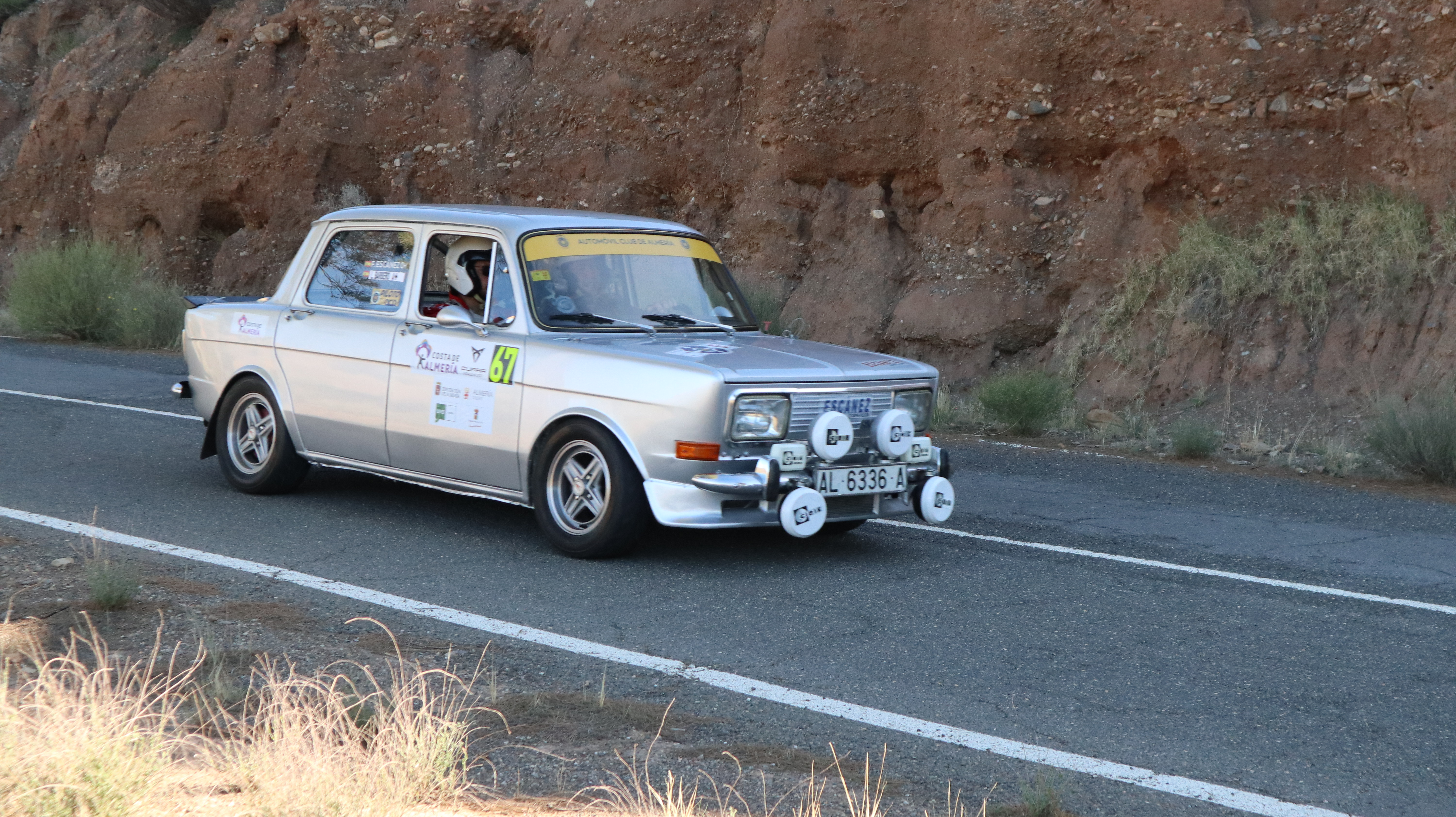
Simca 1000 Rallye, participante en regularidad
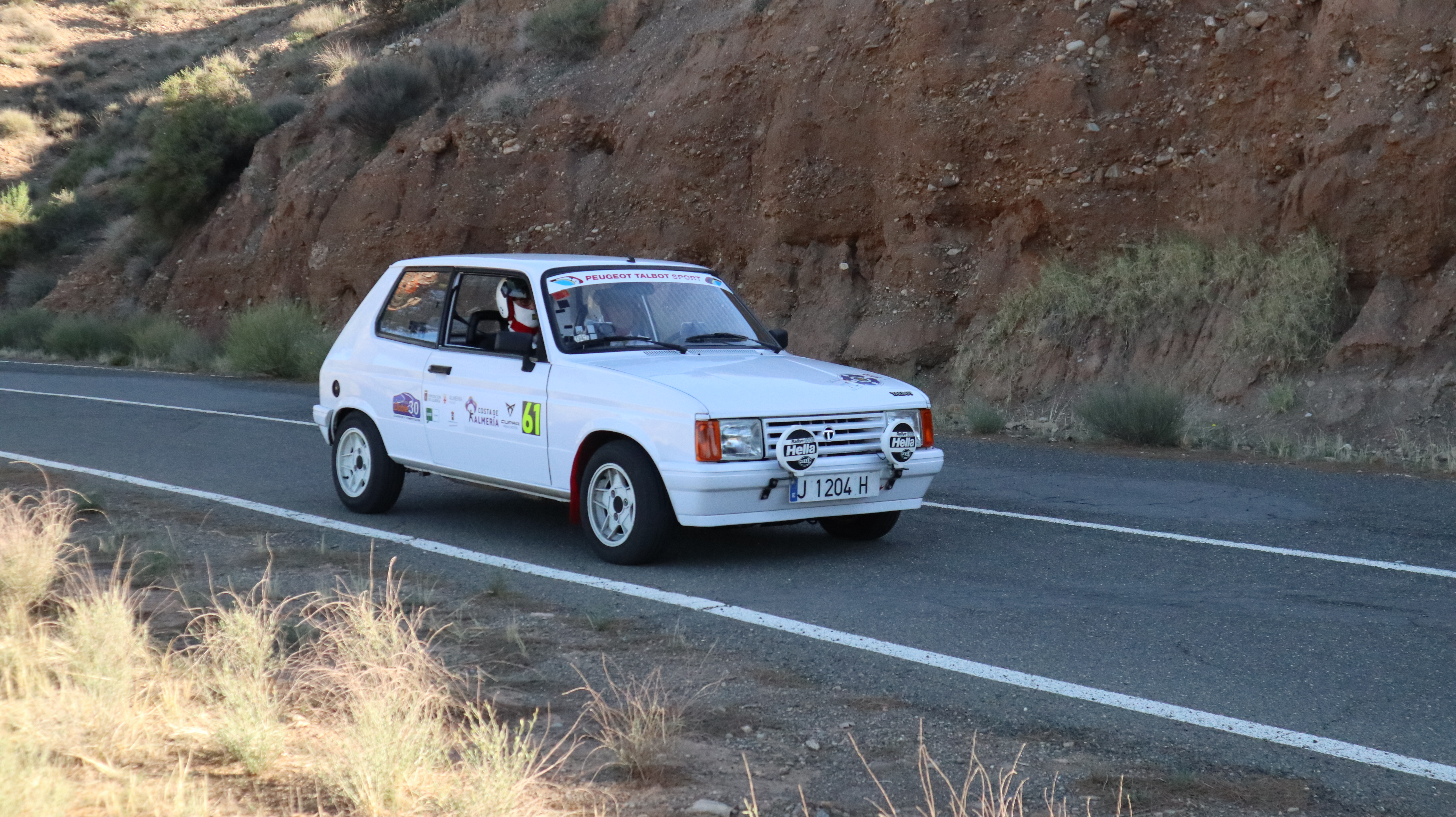
Talbot Samba
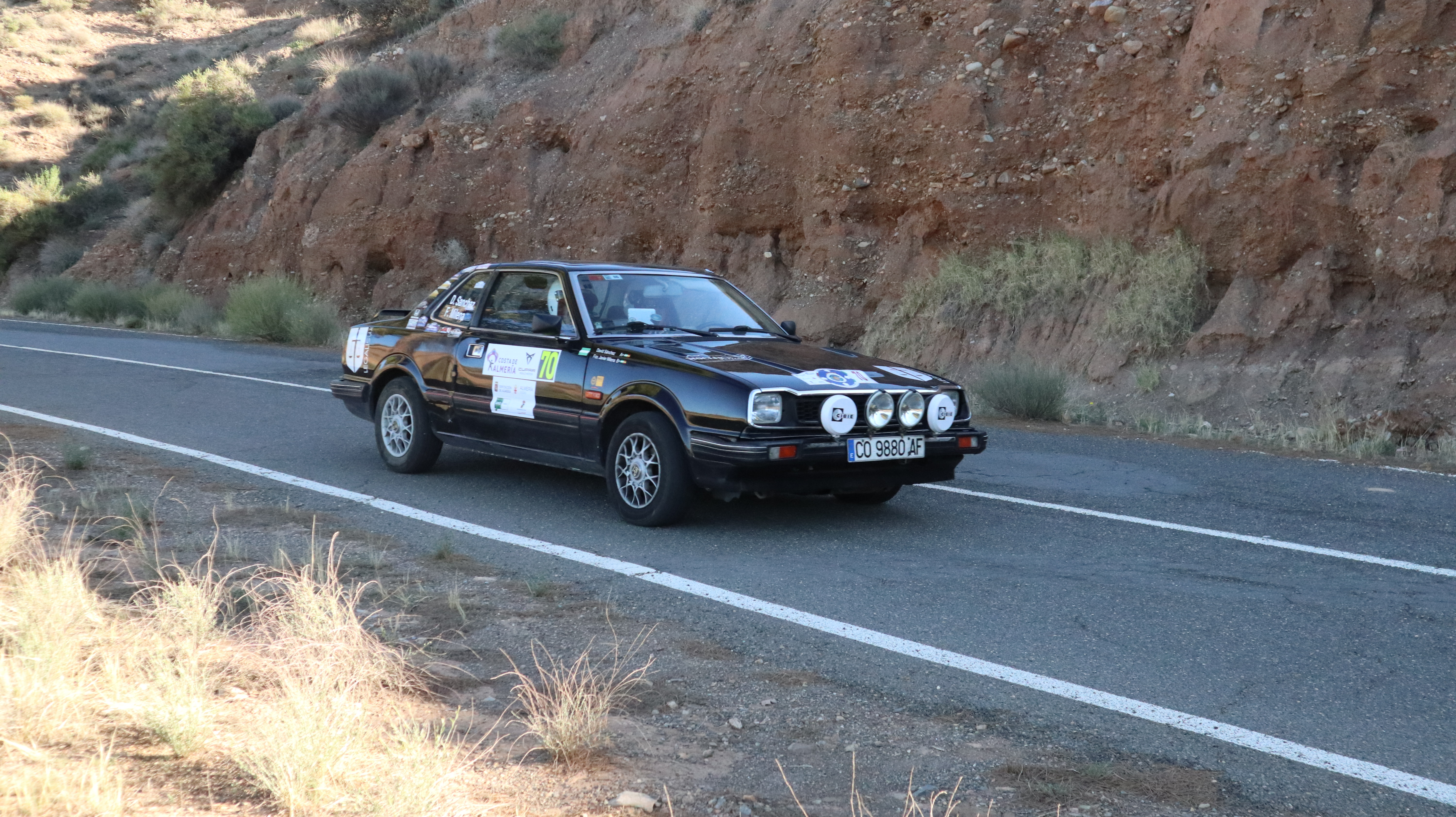
Honda Prelude
- Volkswagen Golf, participante de regularidad
- SEAT 1430